# Sawwacjusz Twerski
Sawwacjusz Twerski (ur. około połowy XIV wieku – zm. ok. 1438) – święty mnich prawosławny.
Życie zakonne rozpoczął w monasterze Wniebowstąpienia Pańskiego w Orszy. W latach 80. XIV wieku opuścił klasztor, by udać się na pielgrzymkę do Jerozolimy. Poznał tam miejscowe tradycje monastyczne, w tym samotne życie mnichów na pustyni. Po powrocie na Ruś postanowił naśladować na jej terytorium mnichów, jakich spotkał w Jerozolimie i okolicach. Jego ojciec duchowny, biskup pskowski Arseniusz, udzielił mu błogosławieństwa na opuszczenie klasztoru. Wówczas mnich Sawwacjusz zamieszkał samotnie w lesie nad rzeką Orszą, w wykopanej przez siebie pieczarze. Wkrótce w pobliżu miejsca, gdzie żył, zaczęli osiedlać się jego naśladowcy. Tak powstał monaster św. Sawwacjusza. Mnisi z tego klasztoru pozostawali w kontakcie ze wspólnotami monastycznymi powołanymi przez św. Sergiusza z Radoneża i Korneliusza Komelskiego. Monaster św. Sawwacjusza był jednym z ośrodków życia monastycznego o wyjątkowo surowej regule.
Sam Sawwacjusz posiadał wielu uczniów duchownych, spośród których część została kanonizowana. Uważany był za cudotwórcę, również po śmierci przy jego relikwiach miały mieć miejsce liczne cuda. Został pochowany w klasztorze, który założył, po jego likwidacji w XVIII w. jego szczątki przeniesiono do parafialnej cerkwi św. Sawwacjusza. Zaginęły one, gdy świątynia została zniszczona.